# 童林夙
童林夙（1933年12月—2020年4月2日），男，满族，辽宁沈阳人，生于上海，中国电子物理学家，显示器件技术领域专家，东南大学教授。

## 生平
1933年12月生于上海。籍贯辽宁沈阳。是建筑学家童寯的次子。1945年抗日战争胜利后，一家人在南京定居。
童林夙曾在南京师范大学附属中学学习，后考入北京大学物理系，师从周培源、胡宁、王竹溪等先生。1955年毕业后，进入中国人民解放军大连海军基地，成为核潜艇研制团队成员。曾参加钱三强何泽慧团队的中子弹研究项目。1957年调入南京工学院任教。历任助教、讲师、副教授、教授、博士生导师。1979年9月至12月，为德国达姆施塔特工业大学和蒂宾根大学电子物理学理论研究所访问学者。1991年获国务院政府特殊津贴。1995年5月至1999年12月，为美国南加州大学电机系访问学者。
1991年，荷兰飛利浦电子公司看中了童林夙与张可南的合作成果——内偏转显像管技术。经过三年的谈判，双方选择进行长期合作，成立“东飞显示管技术研究开发中心”。
2020年4月2日10时30分在南京逝世。

## 家庭
父亲童寯是国立中央大学建筑系教授，母亲关蔚然。二叔童荫是电机工程师，三叔童村是微生物学家。
哥哥童诗白，弟弟童林弼。
妻子詹宏英，是东南大学信息科学与工程学院教授。长子童文，是华为5G首席专家。次子童明，是同济大学规划系教授。

## 出版物
- 赫依区考克 (A.Hitchcock). . 由童林夙翻译. 上海科学技术出版社. 1964年.
- 童林夙 (编). . 国防工业出版社. 1990年. ISBN 7118003239.
- 童林夙; 尹涵春 (编). . 东南大学出版社. 1994年.
- 童林夙 (编). . 国防工业出版社. 1996年. ISBN 711801513X.
- 童林夙; 屠彦. . 东南大学出版社. 2004年1月. ISBN 9787810894463.
- 童林夙; 屠彦 (编). . 电子工业出版社. 2007年9月. ISBN 9787121047664.